# Özgür Özberk
Özgür Özberk, all'anagrafe Mehmet Özgür Özberk (Istanbul, 6 settembre 1974), è un attore, regista, sceneggiatore e produttore cinematografico turco, noto per aver interpretato il ruolo di Enzo Fabri nella serie DayDreamer - Le ali del sogno (Erkenci Kuş).

## Biografia
Özgür Özberk è nato il 6 settembre 1974 a Istanbul (Turchia), da madre Hülya Özberk e da padre Ünsal Özberk, ed ha una sorella minore che si chiama Özge Özberk, anche lei attrice.

## Carriera
Özgür Özberk si è laureato presso il dipartimento di ingegneria elettronica. Ha fondato la compagnia Özgür Yapımlar insieme a sua sorella, Özge Özberk. Ha recitato in varie serie televisive come nel 1995 in Bizim ev, nel 2004 in Çemberimde Gül Oya e in Subat Sogugu, nel 2006 in Kod adi, nel 2007 in Gurbet yolculari, nel 2008 in Kalpsiz Adam e in Kardelen, nel 2009 in Ayrilik, nel 2013 in Ezel, nel 2018 e nel 2019 in DayDreamer - Le ali del sogno (Erkenci Kuş), nel 2019 in Yarali Kuslar, nel 2021 in Çember e nel 2022 in Yasak Elma. Ha anche recitato in miniserie come nel 2005 in Savcinin karisi e in Körfez atesi. Oltre ad aver recitato in serie e miniserie televisive ha preso parte anche in film come nel 2008 in Kraliçe Fabrika'da, nel 2010 in Ev, in 3 harfliler: Marid, in Mahpeyker - Kösem Sultan e in Çiglik Çigliga Bir Sevda, nel 2016 in Ifrit'in Diyeti: Cinnia e nel 2021 in Dönülmez Aksamin Ufku. Nel 2015 ha partecipato al programma televisivo Benzemez Kimse Sana.

## Vita privata
Özgür Özberk dal 2012 è sposato con Deniz Özberk, dalla quale nel 2015 ha avuto un figlio che si chiama Atlas.

## Filmografia

### Attore

#### Cinema
- Kraliçe Fabrika'da, regia di Ali Kemal Guven (2008)
- Ev, regia di Alper Ozyurtlu e Caner Özyurtlu (2010)
- 3 harfliler: Marid, regia di Arkin Aktaç (2010)
- Mahpeyker - Kösem Sultan, regia di Tarkan Özel (2010)
- Çiglik Çigliga Bir Sevda, regia di Ülkü Erakalin (2010)
- Ifrit'in Diyeti: Cinnia, regia di Sahin Yigit e Özgür Özberk (2016)
- Dönülmez Aksamin Ufku, regia di Volkan Türk (2021)

#### Televisione
- Bizim ev – serie TV (1995)
- Çemberimde Gül Oya – serie TV (2004)
- Subat Sogugu – serie TV (2004)
- Savcinin karisi – miniserie TV (2005)
- Körfez atesi – miniserie TV (2005)
- Kod adi – serie TV (2006)
- Gurbet yolculari – serie TV (2007)
- Kalpsiz Adam – serie TV (2008)
- Kardelen – serie TV (2008)
- Ayrilik – serie TV (2009)
- Ezel – serie TV (2013)
- DayDreamer - Le ali del sogno (Erkenci Kuş) – serie TV (2018-2019)
- Yarali Kuslar – serie TV (2019)
- Çember – serie TV (2021)
- Yasak Elma – serie TV (2022)

### Regista

#### Cinema
- N'apcaz simdi?, regia di Özgür Özberk (2012)
- Ifrit'in Diyeti: Cinnia, regia di Sahin Yigit e Özgür Özberk (2016)

### Sceneggiatore

#### Cinema
- N'apcaz simdi?, regia di Özgür Özberk (2012)

### Produttore

#### Cinema
- N'apcaz simdi?, regia di Özgür Özberk (2012)

## Programmi televisivi
- Benzemez Kimse Sana (2015)

## Doppiatori italiani
Nelle versioni in italiano dei suoi film e delle sue serie TV, Özgür Özberk è stato doppiato da:
- Fabrizio Russotto[14] in DayDreamer - Le ali del sogno[15]